# Шок попиту
Шок попиту — це будь-яке порушення, яке виникає в таких змінних, як державні витрати та інвестиції; генеровані макроекономічною політикою, а також приватним попитом, що спричиняє коливання обсягу виробництва, цін та зайнятості.
Щодо шоку попиту, в економіці можуть виникнути дві шокові події. Таким чином, що ми можемо говорити про позитивний шок попиту та негативний шок попиту. Тому, залежно від впливу, який вони мають на економіку, ми можемо говорити про те чи інше.
Шок попиту призводить до того, що ціни і товар змінюються або рухаються в одному напрямку. Отже, збільшення сукупного попиту породжує збільшення як виробництва, так і інфляції.
Сприятливим аспектом для економічної влади є те, що при потрясінні попиту можна маніпулювати ним до певної мети.